# Неджо
Неджо — город в западной части Эфиопии, в регионе Оромия.

## История
На холме Гуте Дили, 14 октября 1888 года объединенные силы Раса Гобана Даче и Моти Морода Бекере разбили армию офицера Абдаллахи ибн Мухаммада, вторгшегося на территорию Уоллега. В то время поселение Неджо было торговым центром племени оромо.
Дэджазмач Кумса Морода перенёс свою резиденцию из Нэкэмте в Неджо, где около 1893 года построил церковь Кидане Михрет, вторую эфиопскую православную церковь в провинции; священники для церкви были набраны из столичной провинции Шоа.
В ноябре 1905 года Неджо стал важным центром рынка золота, добываемого на близлежащих реках Голубого Нила и Дабус. Город стал центром горнодобывающей промышленности в 1929 году, когда в этом районе были обнаружены значительные запасы золота.
Хотя евангелическая церковь пережила итальянскую оккупацию, несмотря на то, что была преобразована в римско-католическую, после изгнания Фитаурари Данье и его солдаты якобы совершили акт вандализма, украв все ценное, уничтожив алтарь и использовав здание церкви в качестве конюшни. Другие здания церкви также подверглись разграблению. Несмотря на это, к концу 1940-х годов миссия вновь стала действующей.

## Климат
| Показатель                                                         | Янв. | Фев. | Март | Апр. | Май  | Июнь | Июль | Авг. | Сен. | Окт. | Нояб. | Дек. | Год  |
| ------------------------------------------------------------------ | ---- | ---- | ---- | ---- | ---- | ---- | ---- | ---- | ---- | ---- | ----- | ---- | ---- |
| Средний суточный максимум, °C                                      | 27,6 | 28,7 | 29,2 | 28,7 | 25,7 | 23,3 | 21,7 | 22,1 | 23,2 | 24,3 | 24,8  | 26,5 | 25,5 |
| Средняя температура, °C                                            | 19,6 | 20,5 | 21,3 | 20,8 | 19,7 | 17,8 | 16,7 | 17,1 | 17,5 | 18,2 | 18,5  | 18,8 | 18,9 |
| Средний суточный минимум, °C                                       | 11,8 | 13,3 | 14,3 | 14,1 | 13,8 | 13,1 | 13   | 12,8 | 12,3 | 12,8 | 12,6  | 12,1 | 13   |
| Норма осадков, мм                                                  | 5    | 13   | 31   | 70   | 184  | 340  | 322  | 350  | 319  | 116  | 33    | 5    | 1788 |
| Источник: Продовольственная и сельскохозяйственная организация ООН |      |      |      |      |      |      |      |      |      |      |       |      |      |

## Население
Согласно данным Центрального статистического агентства Эфиопии за 2005 год, общая численность населения составляет 19 887 человек, из которых 9811 мужчин и 10 076 женщин.
| Численность населения | Численность населения | Численность населения |
| 1994                  | 2005                  | 2023                  |
| --------------------- | --------------------- | --------------------- |
| 11 125                | ↗19 887               | ↗39 400               |